# Steven Yearley
Steven Yearley (6 september 1956) is een Brits wetenschapssocioloog. Zijn werk heeft voornamelijk betrekking tot de relatie tussen wetenschappelijke kennis en ecologische thema's en op sociologische thema's rond genomica en nieuwe ontwikkelingen in de biologie, zoals synthetische biologie, voornamelijk met betrekking tot de milieu-impact van deze nieuwe ontwikkelingen en de relatie tussen wetenschap en het bredere publiek. Hij is hoogleraar in de sociologie van de wetenschappelijke kennis aan de universiteit van Edinburgh.

## Carrière
Yearley behaalde zijn doctoraat onder supervisie van Michael Mulkay aan de universiteit van York in 1981. Daarna ging hij naar de Queen's Universiteit van Belfast waar zijn aandacht verschoof naar milieuproblematiek en hij zich engageerde voor Friends of the Earth en The Wildlife Trusts. in 1992 werd hij hoogleraar in de sociologie aan de universiteit van Ulster om, na een korte tussenstop bij Queen's, van 1995 tot 2005 aan de universiteit van York te werken. Sinds 2005 is hij hoogleraar in Edinburgh. In 2010 werd hij als lid verkozen van de Royal Society of Edinburgh.